# 크로아티아의 역사

9세기 이래 크로아티아의 경계

신석기 시대부터 현재의 크로아티아에 사람이 거주한 것으로 추정된다. 기원전 8세기에는 흑해, 지중해, 아드리아해 연안에서 온 고대 그리스인들의 식민 도시가 수립되었다. 1세기에는 로마 제국의 지배를 받으며 판노니아와 달마티아로 불렸다.
크로아티아인이 현재의 크로아티아에 온 것은 7세기 초의 일이다. 이들은 크로아티아 공국(626년 ~ 925년경), 판노니아 공국(9세기)을 세웠다. 925년에는 트르피미로비치 왕조 출신의 토미슬라브 공작이 크로아티아의 국왕 칭호를 받았다. 중세 크로아티아 왕국은 200여년 가까이 주권을 지켰으며, 페타르 크레시미르 4세와 드미타르 즈보니미르 국왕 시대에 전성기를 누렸다.
1000년경부터 베네치아 공화국이 아드리아해 연안을 통제하면서 크로아티아는 쇠퇴하게 된다. 1090년대 크로아티아에서는 왕위 계승자가 없었기 때문에 왕국의 존립 자체가 흔들리게 된다. 1102년 크로아티아는 헝가리 왕국과의 동군연합(크로아티아-헝가리 동군연합) 관계를 수립했다.
1526년 크로아티아 의회는 합스부르크 왕가의 페르디난트 1세를 국왕으로 선출했다. 헝가리는 1683년부터 1791년까지 크로아티아 등을 재장악하며 합스부르크 군주국 내 슬라브족을 영접하기 위한 항구를 경계 지역에 건립하였다. 크로아티아는 1868년 크로아티아-헝가리 타협이 체결된 뒤부터 오스트리아-헝가리 제국의 지배를 받았다.
1918년 제1차 세계 대전이 종식되면서 오스트리아-헝가리 제국으로부터 독립한 크로아티아는 유고슬라비아 왕국의 일부가 되었다. 제2차 세계 대전 시기에는 나치 독일의 괴뢰 정권인 크로아티아 독립국이 수립되기도 했다. 1945년 제2차 세계 대전이 종식되면서 유고슬라비아 사회주의 연방공화국의 일원이 되었다. 1991년 6월 25일에 크로아티아는 독립을 선언해 주권 국가가 되었다. 이후 유고슬라비아 사회주의 연방 공화국이 반발하여 전쟁을 일으켰으나 물러갔다. 그러나 제2차 세계대전 당시 '우스타샤'에 의한 학살의 기억을 가지고 있던 세르비아계는 이후 크로아티아인들이 보복할 것을 두려워 했고, 양측 사이에 충돌과 인권 침해가 뒤따랐다.  크로아티아 내 세르비아인들은 크로아티아의 독립에 반발하여 크라이나 세르비아 공화국을 세웠고, 이듬해 보스니아가 보스니아 헤르체고비나 공화국으로 독립하자 보스니아 내 세르비아인들이 스릅스카 공화국을 세우겠다고 하여 보스니아 전쟁이 일어났다. 크로아티아는 크로아티아인 우세지역을 크로아티아에 통합할 목적으로 보스니아 전쟁에 참전하였고, 세르비아와 마찬가지로 보스니아 무슬림을 학살하였다. 보스니아 전쟁이 끝나갈 무렵 크라이나 세르비아 공화국에 대한 총공격을 실시해 괴멸상태에 빠뜨렸고, 1998년 완전히 통합했다.

## 같이 보기
- 크로아티아